# L'Épée errante
Pour plus de détails, voir Fiche technique et Distribution.
L'Épée errante (兇状流れドス, Kyōjō nagare dosu), est un film japonais réalisé par Kenji Misumi et sorti en 1970.

## Synopsis
Un joueur sans attache vient à la rescousse d'une femme en prise avec des hommes violents et se retrouve impliqué dans une lutte de pouvoir entre yakuzas.

## Fiche technique
- Titre : L'Épée errante[1]
- Titre original : 兇状流れドス (Kyōjō nagare dosu?)
- Réalisation : Kenji Misumi
- Scénario : Kin'ya Naoi
- Photographie : Senkichirō Takeda
- Musique : Taichirō Kosugi (ja)
- Décors : Tadao Uesato
- Société de production : Daiei
- Pays de production :  Japon
- Langue originale : japonais
- Format : couleur — 2,35:1 — 35 mm
- Genre : yakuza eiga
- Durée : 83 minutes[2] (métrage : huit bobines - 2 259 m[2])
- Dates de sortie :
  - Japon : 15 mars 1970[2]

## Distribution
- Hiroki Matsukata
- Saori Maki (ja)
- Rokkō Toura
- Seiichirō Kameishi (ja)
- Kenjirō Ishiyama (ja)
- Yūsuke Kawazu

## Autour du film
L'Épée errante est un yakuza eiga tourné en pleine débâcle de la Daiei. Le film fait de son manque de moyens une force, multipliant des scènes de brouillard à l'opacité poétique. Prêté par la Toei, Hiroki Matsukata remplace le regretté Raizō Ichikawa, tragiquement disparu quelques mois plus tôt à l'âge de 37 ans.